# Glen Moray
Glen Moray ist eine Whiskybrennerei bei Elgin, Moray, Schottland, Großbritannien.

## Geschichte
Glen Moray wurde 1897 durch Glen Moray Glenlivet Distillery Co. Ltd. erbaut. Dazu wurde eine auf das Jahr 1828 zurückgehende Brauerei (West Brewery) umgebaut. 1910 wurde die Brennerei geschlossen. 1912 wurde sie wieder eröffnet aber kurz darauf wieder geschlossen. 1920 wurde Glen Moray von Macdonald & Muir Ltd. übernommen, die zwei Jahre zuvor schon Glenmorangie gekauft hatten. 1923 wurde Glen Moray wieder eröffnet. 1958 wurde die Brennerei renoviert. Die Floor Maltings wurden dabei durch eine Saladin Box ersetzt. 1978 wurde das eigene Mälzen aufgegeben. 1979 wurden die Brennblasen von zwei auf vier erweitert und 1992 die beiden älteren Brennblasen durch neue ersetzt. 1996 nannten sich Macdonald & Muir in Glenmorangie plc. um und wurden im Oktober 2004 von Louis Vuitton Moët Hennessy übernommen; Glen Moray wurde im September 2008 an La Martiniquaise verkauft und wird gemeinsam mit der Starlaw-Brennerei von Martiniquaises Tochterunternehmen Glen Turner Distillery Ltd. verwaltet. Im Laufe des Jahres 2014 wurde die Brennerei um zwei Brennblasen erweitert, 2015 wurden weitere zehn Brennblasen installiert.
Ein neues Besucherzentrum wurde am 6. Juli 2004 feierlich eröffnet.
Glen Moray hat seinen Platz in der Geschichte des Whisky sicher, denn hier begannen Macdonald & Muir mit ihren Experimenten des wood finishing, welches ihre andere Brennerei Glenmorangie später so berühmt machen sollte.

## Produktion
Das Wasser der zur Region Speyside gehörenden Brennerei stammt vom Fluss Lossie. Das Malz kommt von fremden Mälzereien (Pauls und Simpon’s). Die Brennerei verfügt nach Erweiterungen im Jahr 2013 über einen Maischbottich (mash tun) (7,5 Tonnen) aus rostfreiem Stahl und zehn Gärbottiche (wash backs) (je 39.600 l) ebenfalls aus rostfreiem Stahl. Destilliert wird in drei wash stills (je 9.900 l) und drei spirit stills (je 5.800 l), die durch Dampf erhitzt werden. Seit 2015 werden insgesamt acht wash stills und acht spirit stills verwendet.
Zum Mutterunternehmen La Martiniquaise gehört auch die Virginia Destillery, viele Bourbon-Fässer werden von dort angeliefert.

## Abfüllungen
Die Brennerei produziert hauptsächlich Malt Whisky für den Blend Label 5 und ist mit ihrem Single Malt Glen Moray im Vereinigten Königreich die Nummer 5 unter den Single Malts. Als Original-Abfüllung gab es einige Single Malts mit Altersangabe von acht (sog. „Classic“), 12, 16 und 30 Jahren. Außerdem gab es drei Original-Abfüllungen mit speziellen wood finishings: einen 12-jährigen und einen 16-jährigen Chenin Blanc und einen Chardonnay ohne Altersangabe.
Seit 2016 wurden vier Produktlinien entwickelt, welche die früheren Abfüllungen ersetzten:
- Elgin Classic: mit Classic Single Malt (etwa 7 Jahre gereift in Burbon-Fässern), Classic Peated Single Malt, Classic Sherry Cask Finish, Classic Port Cask Finish und Classic Chardonnay Cask Finish (jeweils ohne Altersangaben; zunächst gereift in Burbon-Fässern, dann für einige Zeit in den jeweiligen Sherry-, Portwein- oder Chardonnay-Fässern)
- Elgin Heritage (höherwertige Whiskies in vier verschiedenen Altersstufen): 10 Jahre "Fire Oak" (im stark gekohlten Fass gereift), 12 Jahre (Bourbon-Fass), 15 Jahre (Bourbon- und Sherry-Faßreifung) und 18 Jahre ("first fill American oak"-Fass)
- Elgin Reserve mit wechselnden Abfüllungen. Nach einem 25-jährigen Port Cask Finish ist Ende 2019 ein Single Malt Chardonnay-Finish erhältlich.
- Elgin Prestige: "Glen Moray Mastery", ein Blend verschiedener Jahrgangsstufen und Faßarten. Der älteste verwendete Whisky stammt aus dem Jahr 1970.
- Twisted Vine: Single Malt Scotch Whisky aus Cognac Casks, ohne Altersangabe, veröffentlicht im Mai 2023.[3]

Außerdem wird im Verkauf vor Ort eine wechselnde "Distillery Selection" aus verschiedenen Fässern, z. B. Burgunder, angeboten.